# کونراد واگنر
کونراد واگنر (به آلمانی: Konrad Wagner) بازیکن فوتبال و مدافع اهل آلمان شرقی بود که از سال ۱۹۵۹ میلادی عضو تیم ملی فوتبال آلمان شرقی بوده‌است. وی در ۴ بازی ملی حضور داشته و در بازی‌های ملی‌اش گلی به ثمر نرساند. کونراد واگنر آخرین بازی ملی خود را در سال ۱۹۶۳ میلادی انجام داد.